# Депри, Андрэ
Андре Депри (фр. André Deprit; 10 апреля 1926, Серве или Намюр — 7 ноября 2006, Монтгомери-Виллидж, Мэриленд) —  известный бельгийский физик.
Родился в Сен-Серве, независимой коммуне, в 1977 году вошедшей  в город Намюр. С 1962 года преподавал небесную механику в Католическом университете Лувена. В 1971 году перешёл в Университет Южной Флориды. В 1979 году стал профессором в Цинциннати.
Один из разработчиков метода приведения дифференциальных уравнений к нормальной форме, известного как метод Депри-Хори.  
В 1975 году ему была присуждена медаль Джеймса Крейга Уотсона.